# Carl Krebs (gimnasta)
Carl Immanuel Krebs (Aarhus, Midtjylland, 12 de febrer de 1889 – Slagelse, Sjælland, 15 de maig de 1971) va ser un gimnasta artístic danès que va competir a començaments del segle xx.
El 1912 va prendre part en els Jocs Olímpics d'Estocolm, on va guanyar la medalla de bronze en el Concurs per equips, sistema lliure del programa de gimnàstica.